# Hans Wolfgang Singer (Ökonom)
Sir Hans Wolfgang Singer (geboren 29. November 1910 in Elberfeld (im heutigen Wuppertal); gestorben 26. Februar 2006 in Brighton, Großbritannien) war ein deutsch-amerikanisch-britischer Entwicklungsökonom.

## Leben
Hans Singers Vater Heinrich war Arzt, seine Mutter Antonia Krankenschwester. Er studierte nach dem Abitur am Elberfelder Gymnasium zunächst Medizin an der Universität Bonn, wechselte jedoch im zweiten Semester zu Wirtschaftswissenschaften. Nach seinem Abschluss 1932 wurde er Assistent von Arthur Spiethoff. Er wurde zudem durch die Arbeit von Joseph A. Schumpeter nachhaltig geprägt. Singer musste 1933 im Alter von 22 Jahren auswandern. Schumpeter, den Singer um Unterstützung gebeten hatte, empfahl Singer nach dessen Flucht vor dem NS-Regime und der Emigration in die Türkei an John Maynard Keynes für ein Stipendium in Cambridge; Singer absolvierte daraufhin sein Promotionsstudium am King’s College und wurde 1936 mit der Arbeit Materials for the Study of Urban Ground Rent promoviert; als erst vierter Student bei Keynes. Er wurde 1938 zunächst „Assistant Lecturer in Economics“ an der Universität Manchester, wurde zu Beginn des Zweiten Weltkriegs für rund sechs Wochen interniert und durch persönliche Fürsprache Keynes entlassen, und wechselte im Jahre 1945 an das britische Stadtplanungsministerium (englisch Ministery of Town and Country Planning).
Ab 1946 lehrte Singer an der Universität Glasgow. Ab 1947 wurde er als einer der ersten Ökonomen überhaupt Mitarbeiter der Vereinten Nationen in New York City, wo er für mehr als zwei Jahrzehnte tätig war. Seine Expertise wurde schnell sehr geschätzt, weshalb er von Abteilung zu Abteilung wechselte, zunächst im UN economic affairs department, dann als Leiter Entwicklung im UN-Sekretariat, später betraut mit dem Aufbau des Welternährungsprogramm der Vereinten Nationen, des UN Special Fund for Economic Development (Vorläufer des Entwicklungsprogramms der Vereinten Nationen), der Einrichtung des World Employment Program der Internationalen Arbeitsorganisation (ILO) sowie neben Jan Tinbergen, einer der wenigen westlichen Unterstützer einer Afrikanische Entwicklungsbank (1964); Singer sagte oft, dass er als Jude, aufgewachsen in einer protestantischen Enklave im katholischen Rheinland und später ins Vereinigte Königreich emigrierter, eine große Sympathie für benachteiligte Menschen in Entwicklungsländern habe. Auf der von ihm für die UN verfassten Schrift Postwar Price Relations in Trade between Underdeveloped and Industrialized Countries (1949) sowie einer im selben Jahr von Raúl Prebisch veröffentlichten Arbeit basiert die sogenannte Prebisch-Singer-These. Diese Studie gibt Forschungsergebnisse über die Entwicklung der Terms of Trade zwischen Industrie- und Entwicklungsländern wieder und demonstriert die Verschlechterung der Handelsbilanzen für die Länder der Peripherie.
Von 1947 bis 1969 war Singer ebenfalls Gastprofessor an der New Yorker The New School for Social Research. Er verließ die UN im Jahr 1969, um einer der ersten Research Fellow am Institute of Development Studies (IDS) der University of Sussex in Brighton zu werden, ab 1975 ordentlicher Professor für Ökonomie. 1985 wurde er emeritiert. In den 1960er Jahren war er darüber hinaus Gastprofessor an der City University of New York und am Williams College in Williamstown, Massachusetts.
1994 wurde er „for services to economic studies“ durch die britische Königin Elisabeth II. als Knight Bachelor („Sir“) geadelt. Er erhielt für seine Arbeiten die Ehrendoktorwürde der Universität von Santa Fé (1988), der University of Sussex (1990), der Technischen Universität Lissabon sowie der Universität Glasgow (beide 1994), der Universität Innsbruck (1998) und der University of Kent (1999) sowie der Albert-Ludwigs-Universität Freiburg.
Singer verstarb im Alter von 95 Jahren, war 67 Jahre mit Ilse Plaut Singer verheiratet (gestorben 13. März 2001), und die beiden wurden Eltern eines Sohnes namens Stephen. Zur Erinnerung an und Ehrung von Sir Hans Singer initiierten das Deutsche Institut für Entwicklungspolitik (DIE) und das Institute of Development Studies (IDS) die „Hans Singer Memorial Lecture on Global Development“, die im jährlichen Rhythmus alternierend in Bonn und Brighton durchgeführt wird. Die erste Memorial Lecture wurde im Jahr 2009 von dem Entwicklungsökonomen Paul Collier von der University of Oxford in Bonn gehalten, gefolgt von Jomo Kwame Sundaram, Assistant Secretary General der United Nations Economic Commission for Africa (UNECA) im Jahr 2010 und Stephen Chan von der School of Oriental and African Studies der University of London im Jahr 2011.
Singer hatte Deutschland nach dem Zweiten Weltkrieg gemieden, nahm jedoch in den 1980er Jahren eine Einladung des Fachbereichs Wirtschaftswissenschaft der Wuppertaler Universität in seine Geburtsstadt an, um unter anderem Vorträge vor Studenten zu halten.

## Schriften
- The Distribution of Gains between Investing and Borrowing Countries. In: American Economic Review 40 (1950), 473–485
- The Mechanics of Economic Development. A Quantitative Model Approach. In: The Indian Economic Review 1 (1952/53), 1–18
- International Development. Growth and Change, New York u. a. 1964
- Employment, Incomes and Equality. A Strategy for Increasing Productive Employment in Kenya, Genf 1972 mit Richard Jolly
- The Strategy of International Development, London 1975
- Food Aid: Distinctive Effects and their Policy Implications. In: Economic Development and Cultural Change 25 (1977), 205–237 mit Paul J. Isenman
- Thirty Years of Changing Thought on Development Problems. In: Misra, Rameshwar Prasad / Honjo, Masahiko (Hrsg.): Changing Perceptions of Development Problems, Nagoya 1981, 69–76
- The Terms of Trade Controversy and the Evolution of Soft Financing. Early Years at the UN. In: Meier, Gerald M. / Seers, Dudley (Hrsg.): Pioneers in Development, New York u. a. 1984, 275–303
- Terms of Trade and Economic Development. In: Eatwell, John et al. (Hrsg.): The New Palgrave. A Dictionary of Economics. Vol. 4, London, Basingstoke 1987, 323–328.
- Food Aid: Pros and Cons. In: Intereconomics 23 (1988), 79–83
- Manufactured Exports of Developing Countries and their Terms of Trade since 1965. In: World Development 19 (1991), 333–340 mit Prabirjit Sarkar
- Economic Progress and Prospects in the Third World. Lessons of Development Experience Since 1945, Aldershot 1993 mit Sumit Roy
- The Foreign Aid Business, Cheltenham 1996 mit Kunibert Raffer
- The Influence of Schumpeter and Keynes on the Development of a Development Economist. In: Hagemann, Harald (Hrsg.): Zur deutschsprachigen wirtschaftswissenschaftlichen Emigration nach 1933, Marburg 1997, 127–150
- Growth, Development and Trade. Selected Essays of Hans W. Singer, Cheltenham u. a. 1998
- The Economic North-South Divide. Six Decades of Unequal Development, Cheltenham 2001 mit Kunibert Raffer